# 로코 라이츠
로코 라이츠(독일어: Rocco Reitz, 2002년 5월 29일 ~ )는 독일의 축구 선수이다. 그의 포지션은 수비형 미드필더로, 현재 분데스리가의 보루시아 묀헨글라트바흐에서 활약하고 있다.

## 클럽 경력
2020년 10월 24일, 라이츠는 마인츠 05와의 분데스리가 원정 경기에서 선발 출전해 보루시아 묀헨글라트바흐 소속으로 프로 데뷔전을 치렀으며, 60분에 요나스 호프만과 교체 아웃되었다.
2023년 1월 17일, 라이츠는 2022-23 시즌이 끝날 때까지 벨기에의 신트트라위던으로 두 번째 임대를 떠났다.
2023년 11월 10일, 라이츠는 4-0으로 이긴 VfL 볼프스부르크와의 경기에서 보루시아 묀헨글라트바흐 소속으로 분데스리가 데뷔골을 기록했다.